# História dos indígenas australianos

Gravura do final do século XIX ilustrando dois homens gweagal confrontando um grupo de desembarque inglês em 1770.

A história dos indígenas australianos começou ao menos 65 mil anos atrás, quando os humanos passaram a habitar as massas continentais australianas. Este artigo narra a história dos povos aborígenes australianos e os nativos das Ilhas do Estreito de Torres, dois grupos amplos que incluem subgrupos que são definidos a partir de sua língua e cultura.
A origem dos primeiros humanos que habitavam o continente e os terrenos que se tornaram ilhas com o aumento do nível do mar ainda é motivo de conjectura e debate. Alguns antropólogos acreditam que eles chegaram através das primeiras migrações para fora da África. Apesar de que eles provavelmente migraram para a Austrália através do Sudeste Asiático, os aborígenes australianos não demonstram ter ligações com as populações asiáticas e melanésias, apesar dos nativos do Estreito de Torres terem uma ligação genética com os melanésios. Há evidências de trocas genéticas e linguísticas entre os australianos do norte do continente e os austronésios, da Nova Guiné, mas pode ser resultado do comércio e casamento interracial modernos.
A população aborígene é composta de diversos grupos, e é estimado que o número de pessoas vivendo na Austrália no início da colonização varia de 300 mil a um milhão, enquanto outras estimativas afirmam que a população poderia chegar a 1,25 milhão. Estima-se que um total de 1,6 bilhão de pessoas tenham vivido no continente nos 65 mil anos antes da colonização britânica. Os locais mais densamente povoados pelos aborígenes eram as regiões costeiras temperadas, mais especificamente o vale do rio Murray, as mesmas regiões mais povoadas nos dias de hoje. A população encolheu no início da colonização em Nova Gales do Sul, em 1788. Em 1930, havia 50 mil aborígenes. A drástica redução da população foi atribuída por epidemias de varíola e outras doenças, mas outras fontes atribuem às Guerras Fronteiriças, ou até mesmo o assassinato deliberado de aborígenes.
Após a colonização, as populações indígenas foram absorvidas, exterminadas, reduzidas ou expulsas de suas terras. Os aspectos tradicionais do estilo de vida aborígene foram preservados principalmente em áreas como o Grande Deserto Arenoso, onde a colonização europeia foi menos intensa. Apesar dos aborígenes tasmanianos serem quase extintos (pensava-se que eles haviam de fato sido extintos), outras populações aborígenes conseguiram criar comunidades pela Austrália.

## Migração para a Austrália

Os antigos continentes de Sondalândia e Sahul.

Acredita-se que as primeiras migrações humanas para a Austrália aconteceu através de uma ponte terrestre entre o continente Sahul e a ilha de Nova Guiné. Mesmo assim, ainda seria preciso atravessar o oceano através da Linha de Wallace. Também é possível que os aborígenes tenham chegado navegando de uma ilha para a outra, indo pelo percurso entre Sulawesi e Nova Guiné, alcançando o nordeste da Austrália através do Timor.
Um estudo de 2021 que mapeou as prováveis rotas de migração para a Austrália sugere que a população de Sahul demorou cerca de 5 mil–6 mil anos para atingir a Tasmânia (que até então era parte do continente), se movendo em média 1 km ao ano, saindo da região de Kimberley na Austrália Ocidental cerca de 60 mil anos atrás. A população total poderia chegar até 6,4 milhões, com 3 milhões vivendo na área da atual Austrália. Os modelos sugerem que havia dois caminhos que a população pode ter seguido. A rota do sul passava por Kimberley, Pilbara e a Terra de Arnhem, atravessava o Grande Deserto Arenoso até mudar de direção para o lago Eyre, continuando no sudeste do continente. Ela, por fim, passava pelo sudoeste, através do rio Margaret e a planície de Nullarbor.  Já a rota do norte atravessava o atual Estreito de Torres e se dividia em um caminho que levava à Terra de Arnhem e outro que levava à Costa Leste. As rotas são parecidas com as rodovias e rotas de estoque atuais da Austrália.
O local mais antigo que se sabe que tenha havido presença humana é Madjedbebe, que foi possivelmente ocupado 65 mil ± 6 mil anos atrás, e no mínimo 50 mil anos atrás. Os abrigos rochosos presentes em Madjedbebe (cerca de 50 km da atual costa) e Nauwalabila I (70 km mais ao sul) mostram evidências do uso de objetos feitos de ostras para propósitos artísticos desde ao menos 45 mil a 50 mil AC. De acordo com a datação feita em 1999 por Charles Dortch, as ferramentas de pedra feitas de cherte e caliche encontradas na ilha de Rottnest, ao oeste da Austrália, são de 70 mil AC. A datação usando arqueobotânica feita por um estudo de 2018 em evidências de uma habitação humana em Karnatukul, na cordilheira de Carnavon, área do Pequeno Deserto Arenoso, é cerca de 50 mil anos, 20 mil mais cedo do que se acreditava anteriormente. Também há evidências das mudanças no regime de agricultura com vara de fogo, que começaram nos recifes de Queensland entre 70 e 100 mil anos atrás, e da interação genética humana de diversas partes do mundo, que evidencial que evidencial a chegada dos aborígenes em 60 mil anos.
Os humanos migraram para a Tasmânia há cerca de 40 mil anos através de uma ponte terrestre que existia na massa de terra principal antes do último máximo glacial. Após a subida do nível do mar há 12 mil anos que cubriu a passagem, os habitantes locais ficaram isolados até a chegada dos europeus.
Tribos aborígenes de pessoas com menor estatura habitavam as florestas tropicais ao norte de Queensland. A tribo mais conhecida são os tjapukai, que viviam na região de Cairns. Pensava-se que a origem dos povos da floresta, referidos coletivamente como "barrineanos", era de uma migração anterior de negritos ao continente, mas a chamada teoria do "aborígene pigmeu" foi desacreditada.
O homem do lago Mungo, encontrado perto do lago Mungo em Nova Gales do Sul, é o mais antigo humano encontrado na Austrália. Apesar da idade exata do homem de Mungo esteja em disputa, o consenso é que ele tenha 40 mil anos. As ferramentas de pedra encontradas ao seu lado foram datadas por associação Estratigráfica em 50 mil anos. Já que o lago está ao sudeste da Austrália, muitos arqueólogos concluíram que os humanos devem ter chegado ao noroeste do continente ao menos milhares de anos antes da datação do homem de Mungo.

### Mudanças cerca de 4 mil anos atrás
Os dingos chegaram na Austrália cerca de 4 mil anos atrás. Acredita-se que eles chegaram através de navegantes asiáticos e que extinguiram o lobo-da-tasmânia na principal massa continental. Neste período, também houve mudanças nas línguas faladas pelos aborígenes; as línguas pama–nyungan e o uso de pequenas ferramentas de pedra se espalharam pela maior parte do continente. Hipotetiza-se que houve contato da Índia com a Austrália. As evidências são componentes genéticos sul-asiáticos nos aborígenes, de acordo com dados de SNP na sequência genética, e a existência de uma linhagem de cromossomo Y chamada de haplogrupo C*, que tem seu ancestral em comum cerca de 5 mil anos atrás.
Em estudo de 2016 conduzido pela Sociedade Max Planck chefiado por Irina Pugach, o resultado de um extenso mapeamento genético indicou que os aborígenes australianos, os papuanos e os mamanwas, uma população indígena do sul das Filipinas, estão fortemente relacionados, com a origem em comum cerca de 36 mil anos atrás. O mesmo estudo revela que o genoma aborígene consiste de 11% de DNA indiano, que está uniformemente espalhado no norte da Austrália. A estimativa é que houve um fluxo genético substancial entre os indianos e os aborígenes do norte do continente cerca de 4,230 anos atrás. Já que o registro arqueológico revela que as ferramentas de pedra e o processamento de comida surgiram nessa época, supõe-se que houve uma migração da Índia para o continente.
Porém, em estudo de 2016 da Current Biology feito por Anders Bergström et al. excluiu o cromossomo Y como evidência da migração indiana para a Austrália. No estudo, foram sequenciados 13 cromossomos Y de aborígenes australianos usando avanços recentes no sequenciamento genético com o intuito de investigar o tempo de divergência com os cromossomos Y de outros continentes, incluindo uma comparação com o haplogrupo C. Os autores concluíram que, apesar da pesquisa não disprovar a ausência de fluxo genético do holoceno, de não haver influências do sul da Ásia naquele período e que a aparência do dingo seja uma forte evidência de um contato exterior, há a completa falta de fluxo genético, sugerindo que as mudanças linguísticas e tecnológicas foram feitas pelos próprios aborígenes. Porém, o fluxo genético com a população do Estreito de Torres é plausível e passível de demonstração com os dados dispostos, apesar do estudo não ter conseguido determinar, dentro dos últimos 10 mil anos, a data do ocorrido. Novas técnicas de análise possuem o potencial de desvendar estas questões.

## Pré-colonização

### Geografia

A costa da Tasmânia e Vitória cerca de 14 mil anos atrás, quando o nível do mar começou a subir. O mapa também mostra alguns sítios arqueológicos.

Quando o noroeste da Austrália, que é mais próximo da Ásia, foi ocupado, a região era feita de bosques e florestas tropicais. Após 10 mil anos de condições climáticas estáveis, período de tempo onde os aborígenes se espalharam por todo o continente, as temperaturas baixaram e os ventos ficaram mais fortes, marcando o começo de uma era do gelo. Durante o último máximo glacial, de 25 a 15 mil anos atrás, o nível do mar caiu cerca de 140 metros comparado com os valores atuais. Neste período, a Austrália estava conectada com a Nova Guiné, e a região de Kimberley, na Austrália Ocidental, estava separada do sudeste asiático (Wallacea) por um estreito de aproximadamente 90 km de largura. Dependendo da região, os níveis de chuva eram 40% a 50% mais baixos do que os atuais. Além disso, os níveis de CO2 eram metade dos níveis pré-industriais. Por isso, a vegetação precisava de ao menos o dobro de água para realizar a fotossíntese.
A região de Kimberley, incluindo a parte continental adjacente exposta de Sahul, era coberta com extensos prados dominados por flores como a poaceae, e bosques e arbustos de regiões semi-áridas cobrindo a área que juntava o continente com a Nova Guiné. Ao sudoeste de Kimberley, do Golfo de Carpentária ao norte da Tasmânia, incluindo as margens oeste e sul que agora são as plataformas continentais, a terra era praticamente toda feita de desertos e dunas. Acredita-se que nesse período, apenas 15% da Austrália estava coberta por algum tipo de árvore. Apesar de haver algumas árvores no sudeste do continente, a vegetação das regiões perto da costa era de savana semiárida, com algumas florestas tropicais sobrevivendo em áreas isoladas de Queensland.
A Tasmânia era coberta principalmente por estepes e pradarias alpinas, com pinheiros de neve em altitudes maiores. Há evidência que pode ter havido um declínio acentuado na população aborígene neste período, e parece que houve uma "refugia" dispersa, onde eles e as vegetações atuais conseguiram sobreviver. Parece que essas povoações mantiveram contato através de corredores entre as refugias. As chuvas fortes voltaram com o fim da Era do Gelo até cerca de 5,5 mil anos atrás, quando o ciclo de chuvas do norte se encerrou, sendo substituído por uma mega-seca que durou por 1,5 mil anos. O retorno das chuvas regulares em cerca de 4 mil anos A.P. criou o clima atual da Austrália.
Após a Era do Gelo, os povos aborígenes que viviam perto da costa, da Terra de Arnhem até Kimberley, e no sudoeste da Austrália, contam histórias de como suas terras foram engolidas pela água do mar. Foi este evento que isolou os aborígenes da Tasmânia do resto do continente, e provavelmente levou a cultura dos aborígenes do Estreito de Bass e da Ilha dos Cangurus, ao Sul, à extinção. No interior do continente, o fim da Era do Gelo pode ter levado a recolonização das áreas desérticas e semi-desérticas pelos aborígenes do norte. Isso pode explicar em partes a ploriferação das línguas da família pama–nyungan e da iniciação dos ritos masculinos que envolviam a circuncisão. Houve uma longa história de contato entre os papuenses da província ao oeste com os nativos do Estreito de Torres e os aborígenes do Cabo York.
Os aborígenes australianos viveram durante grandes mudanças climáticas e foram bem-sucedidos em se adaptar ao novo meio-ambiente. Há um grande debate sobre o quanto eles modificaram o meio-ambiente propositalmente. Uma controvérsia envolve o papel dos aborígenes na extinção da megafauna marsupial (ver megafauna australiana). Alguns argumentam que o que matou a megafauna foi o clima, mas outros argumentam que, como a megafauna era grande e vagarosa, ela era uma presa fácil para os caçadores humanos. Uma terceira hipótese diz que os humanos extinguiram a megafauna indiretamente através de modificações propositais do meio-ambiente, especialmente pelo uso do fogo.[carece de fontes?]
A história oral demonstra a continuidade da cultura aborígene por ao menos 10 mil anos. Esta continuidade é demonstrada pela correlação dos eventos narrados com incidentes verificáveis, como mudanças no nível do mar e as modificações ocorridas na costa Australiana, registros da megafauna e de cometas.

### Ecologia

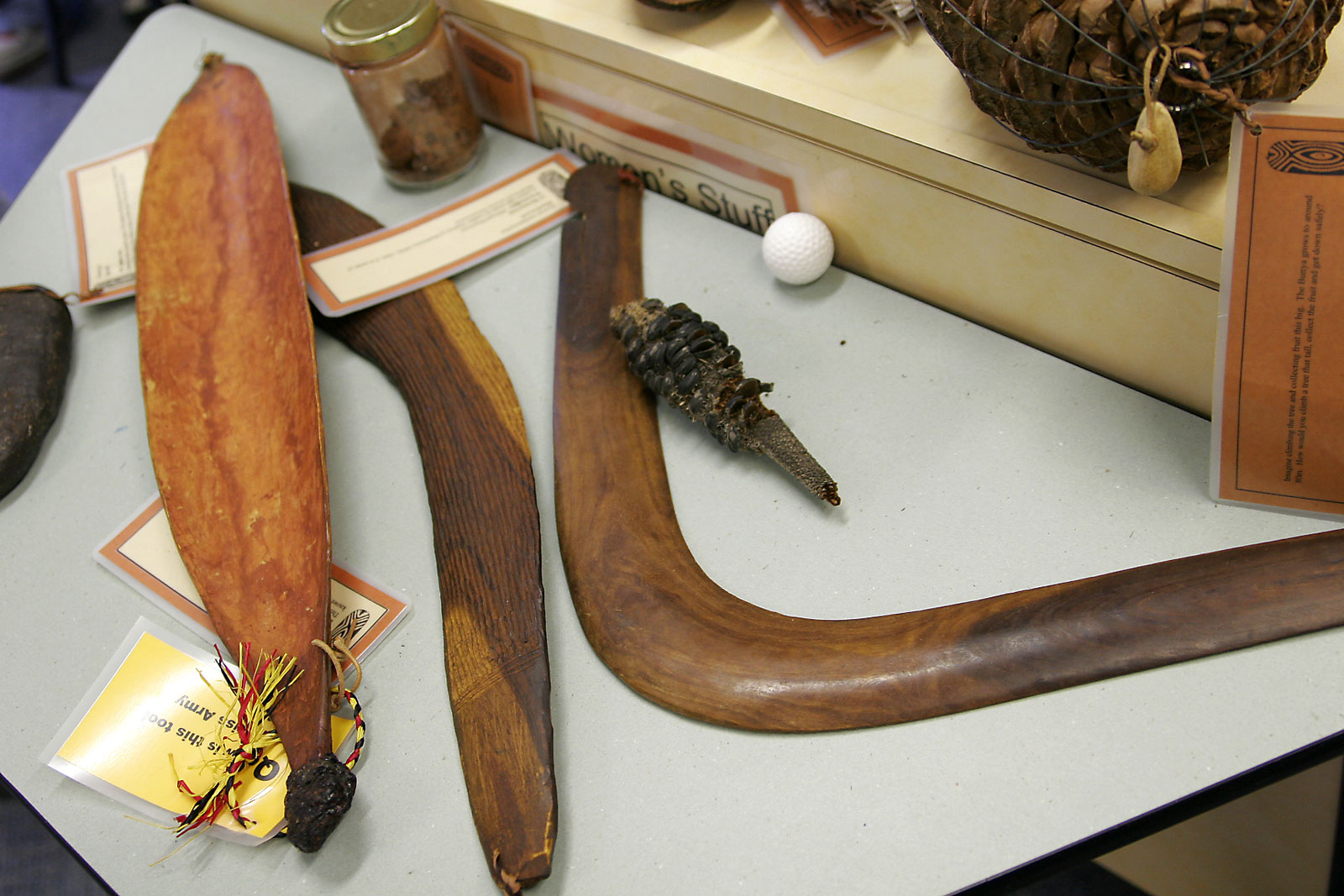
Estes implementos eram usados apenas pelos homens. Da esquerda para a direita: um arremessador de lanças (woomera, na língua dos eoras), e dois bumerangues. Os bumerangues podem ser usados para caça (a maioria deles era não-retornável) ou para música e cerimônias.

A introdução do dingo, possivelmente em 3.5 mil A.C., demonstra que o contato com as populações do sudeste asiático continuou, já que há uma grande conexão genética entre eles e os cães da Tailândia. O contato também não era não-recíproco, como demonstrado pela presença de carrapatos de cangurus nos cachorros tailandeses. Os dingos surgiram e evoluíram na Ásia. O mais antigo fóssil que lembra um dingo vem de Ban Chiang, no nordeste da Tailândia, em 5,5 mil A.P., e do norte do Vietnã, em 5 mil A.P. De acordo com a morfologia do crânio, estes animais eram um intermediário entre os lobos asiáticos (provavelmente o Canis lupus pallipes e o Canis lupus arabs) e o dingo moderno.
A maior parte dos cientistas acredita que foi a chegada dos aborígenes e a introdução da agricultura com vara de fogo que levou à extinção de diversas espécies no continente. Uma pesquisa sobre fósseis publicada em 2017 indica que aborígenes e a megafauna coexistiram por ao menos 17 mil anos. Os aborígenes usavam o fogo para diversos propósitos, incluindo para encorajar o crescimento de plantas comestíveis e forragem para as suas presas, reduzir o risco de queimadas florestais catastróficos, facilitar a locomoção, eliminar pragas, propósitos cerimoniais, guerra ou apenas para limpar o terreno. Porém, não há consenso sobre se as queimadas levaram a mudança em larga escala da vegetação.

### Alimentação

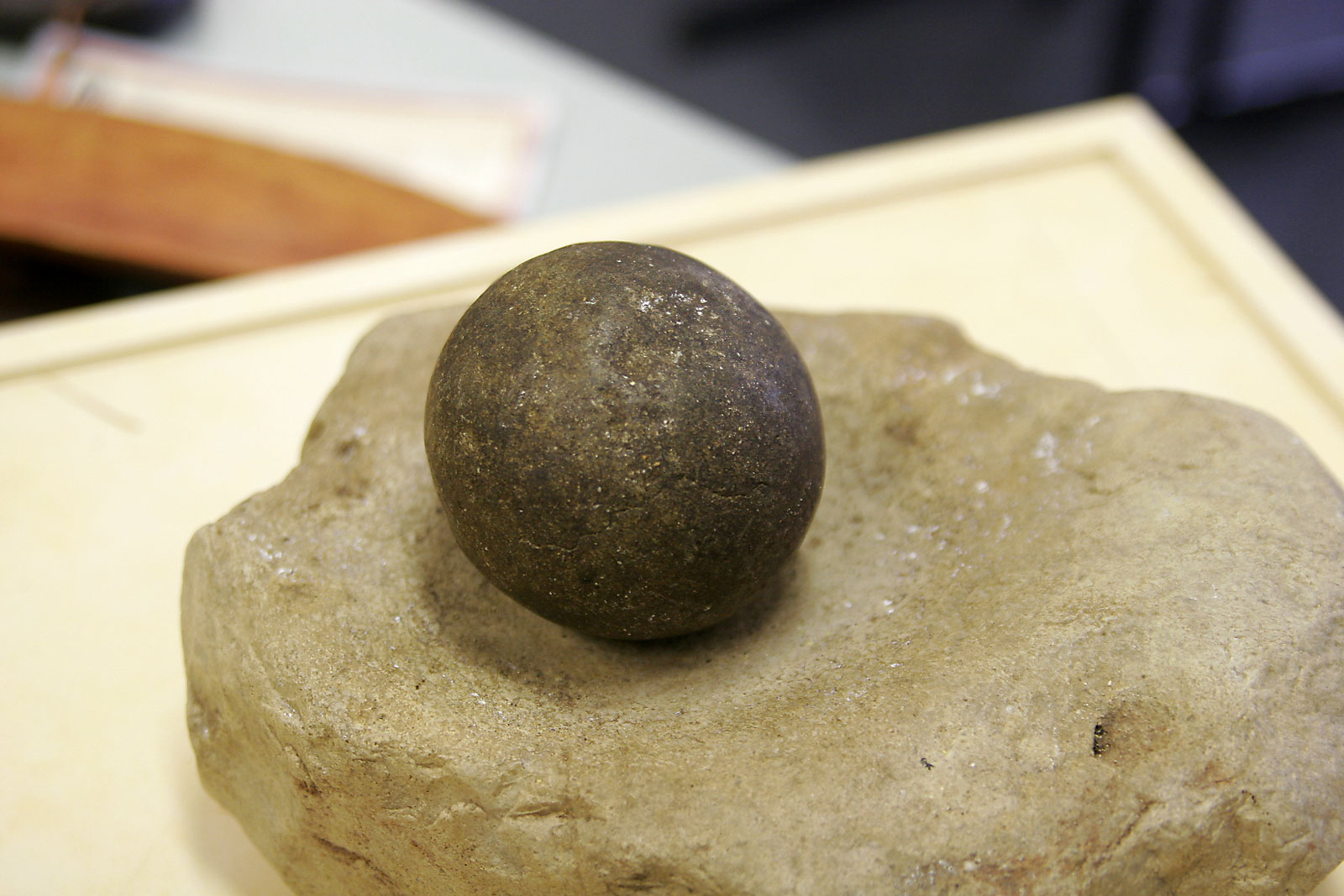
Pedra de moagem aborígene, um pilão e argamassa. O objeto era vital para criar a farinha que viraria o pão do mato. As mulheres aborígenes eram peritas em fazer o pão com uma série de grãos e nozes sazonais.

A alimentação dos aborígenes era limitada pelo que havia naturalmente em sua área, mas eles sabiam quando, onde e como achar tudo o que era comestível. Antropólogos e nutricionistas que estudaram a dieta tribal dos aborígenes na Terra de Arnhem descobriram que ela era muito bem balanceada, contendo a maior parte dos nutrientes recomendados pelos nutricionistas modernos. Mas a comida não era obtida sem esforço. Em algumas áreas, ambos homens e mulheres precisavam gastar metade ou dois terços do dia caçando ou catando comida. Todos os dias, as mulheres do grupo iam catar comida em certas partes do continente com suas varas para cavar, suas dillybags e coolamons. Animais e pássaros, como os cangurus e emus, eram mortos com lanças ou atordoados com maças de arremessar, bumerangues ou pedras. Muitas das armas de caça aborígenes serviam para chegar a uma distância suficiente para dar um golpe na presa. Os homens eram excelentes rastreadores e caçadores, se aproximando da presa correndo, quando havia cobertura, ou se rastejando e por vezes parando, quando a perseguição se dava em céu aberto. Eles mantinham o cuidado de ficar abaixo do vento e por vezes camuflavam seu próprio cheiro com lama.

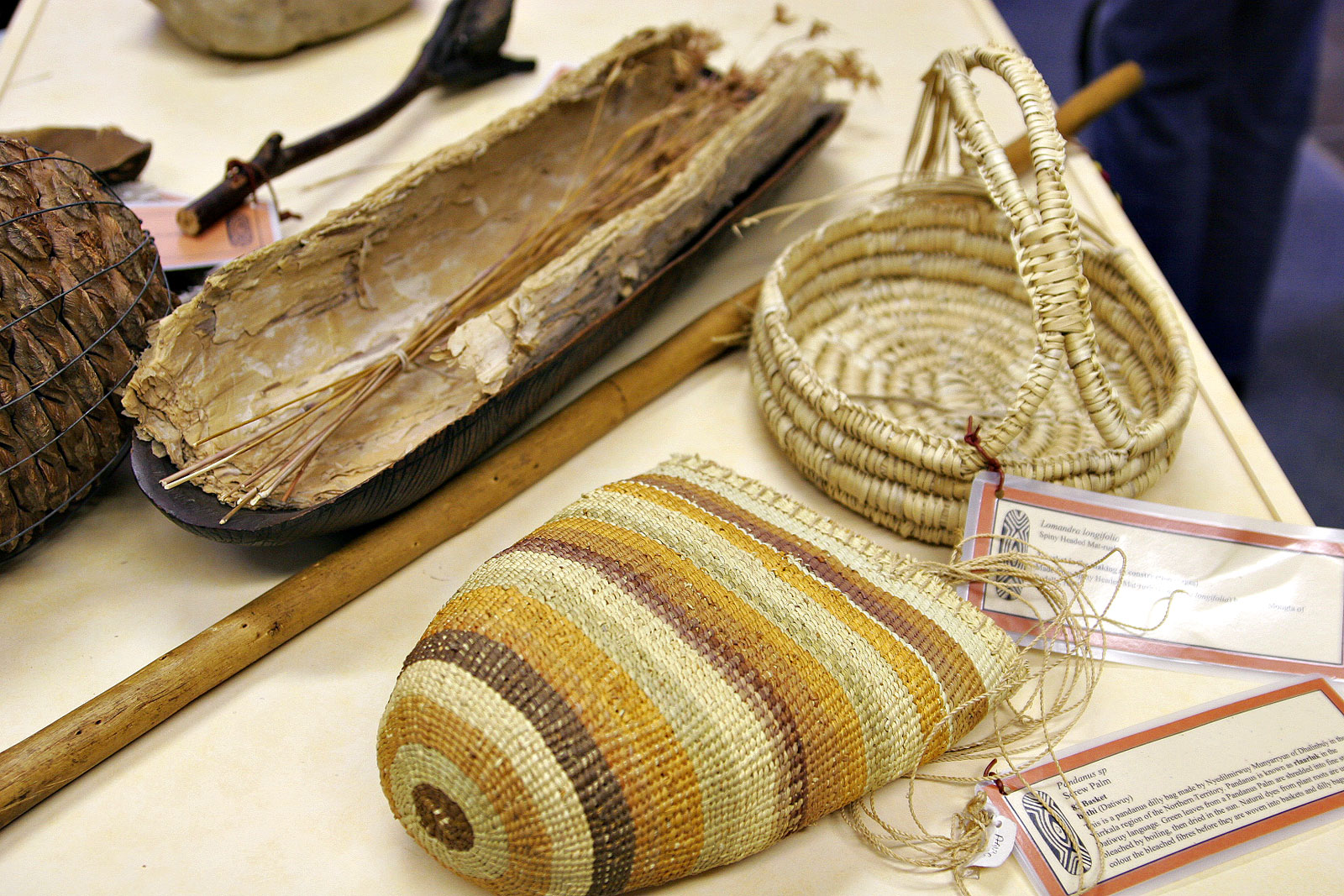
Os implementos das mulheres aborígenes incluíam o coolamon, feita com casca de árvores, e uma vara de cavar. Este estilo de cesta é típica do norte da Austrália. Elas eram usadas para coletar frutas, sementes e até mesmo água, já que algumas delas eram tecidas de forma tão apertada que eram capazes de reter líquidos.

Por vezes, o peixe era capturado com as mãos ao agitar o chão de lama até que ele saísse para a superfície, ou ao jogar folhas esmagadas e plantas venenosas para assustá-los. Lanças para pesca, redes e armadilhas de vime ou pedra também eram usadas em áreas diferentes. As linhas com anzóis feitos de osso, conchas ou espinha eram usadas nas costas norte e leste. Os dugongos, tartarugas e grandes peixes eram pescados com lanças, com o arpoador se jogando para fora da canoa para adicionar mais peso no lançamento. Ambos nativos do Estreito de Torres e Aborígenes eram caçadores e coletores, que viviam de comidas selvagens. Porém, mais recentemente, acha-se que a banana tenha sido cultivada pelos nativos do Estreito de Torres. Os aborígenes que viviam perto de rios também eram bons pescadores. Alguns dos aborígenes e nativos do Estreito de Torres andavam junto com dingos, que ajudavam na caça e os aqueciam em noites frias.
No local onde hoje é Vitória, havia duas comunidades separadas que criavam enguias em um complexo e extensivo sistema de irrigação em lagos. Um estava no rio Murray, no norte do estado, e outro estava ao sudoeste, perto de Hamilton, no território dos djab wurrung. Eles trocavam as enguias até mesmo em Melbourne (ver gunditjmara).[carece de fontes?] O principal instrumento de caça era a lança, que era arremessada com um woomera ou um propulsor, em alguns locais. Os bumerangues também eram usadas pelos aborígenes que viviam na maior massa continental. O bumerangue não-retornável (cujo termo mais correto é a vara de arremesso) era mais forte do que o retornável, e podia ferir ou até mesmo matar um canguru.
Apenas o dingo foi domesticado na principal massa continental australiana. Porém, no Estreito de Torres também foram domesticados porcos e casuares. A típica dieta aborígene incluía uma variedade de comidas, como porcos, cangurus, emus, vombates, goannas, cobras, pássaros, e muitos insetos, como formigas-pote-de-mel, mariposas bobong e witchetty grub. Eles também se alimentavam de uma série de plantas, como taro, cocos, nozes, frutas e bagas.

### Cultura

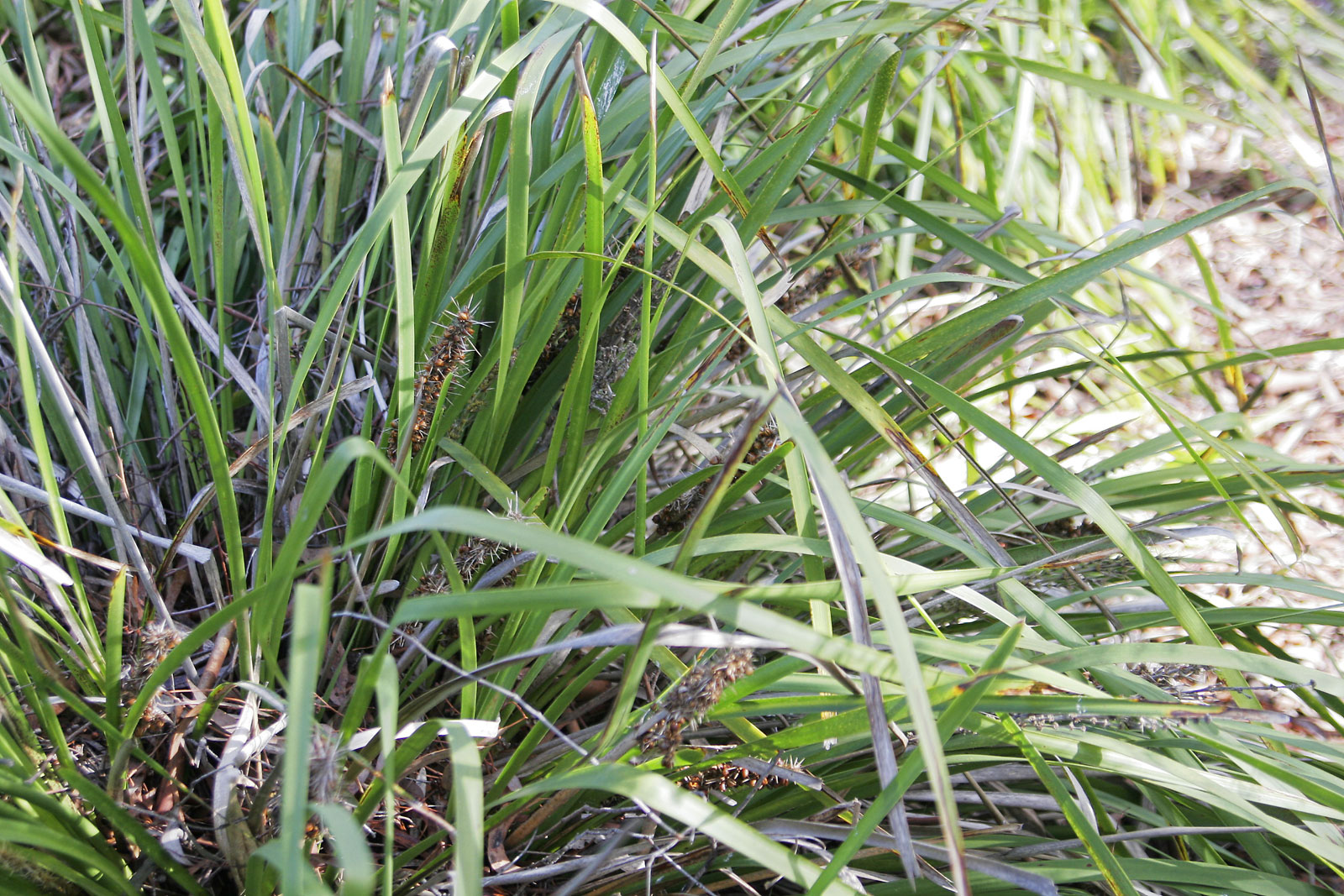
Lomandra, uma planta usada pelos aborígenes para a costura.

A maior parte das comunidades da Ilha do Estreito de Torres eram assentadas em vilas permanentes. Em algumas áreas, os aborígenes do continente também viviam em vilas semi-permanentes, especialmente em áreas menos áridas, onde a pesca poderia proporcionar a existência em um lugar fixo. Lugares como Budj Bim se tornaram habitações proporcionalmente grandes. A maior parte das comunidades indígenas eram semi-nômades, movendo-se para outro território em ciclos regulares, seguindo a comida sazonal e voltando ao mesmo lugar todos os anos. Ao examinar sambaquis, arqueólogos demonstraram que alguns deles eram visitados anualmente pelas comunidades indígenas por milhares de anos. Nas áreas mais áridas, aborígenes viviam como nômades, andando por grandes áreas em busca da comida escassa. Há evidências de uma mudança substancial na cultura indígena com o tempo. A arte rupestre em diversos locais ao norte da Austrália mostram diversos estilos artísticos que estão ligados a diferentes períodos históricos. Há também gravuras rupestres em pedras encontradas na baía de Sydney datadas em 5 mil anos.
Harry Lourandos foi um dos principais apoiadores da teoria que um período de intensificação na agricultura ocorreu entre 3 mil e 1 mil AC. Esta intensificação foi fruto do aumento da manipulação humana no meio-ambiente (por exemplo, a construção de armadilhas para enguias em Vitória), crescimento populacional, o aumento do comércio entre os grupos, uma estrutura social mais elaborada e outras mudanças culturais. Também houve uma mudança na tecnologia das ferramentas de pedra, com o desenvolvimento de pontas menores e mais bem-trabalhadas. Isto provavelmente foi fruto da introdução do dingo na Austrália.
Muitas das comunidades indígenas tinham uma estrutura muito complexa de parentescos, e em alguns lugares, regras restritas para o casamento. Em sociedades mais tradicionais, o homem deveria casar-se com uma mulher de uma parte em específico. Este sistema ainda é usado em certas comunidades na Austrália Central. Muitos dos grupos se reuniam anualmente conhecidas como corroboree) para que eles pudessem encontrar parceiros adequados e trocassem notícias e artefatos. Os casamentos eram feitos dentro das cerimônias apropriadas. Esta prática reforçava os laços entre os clãs e evitava o endocruzamento, já que os grupos eram pequenos e semi-nômades.
Os ritos de iniciação incluíam a mutilação genital feminina, estupro coletivo ritualístico, subincisão peniana, e o ritual de segurar o pênis, quando um homem entra em um acampamento estranho.
Também há uma vasta documentação de infanticídio (cerca de 30% dos recém-nascidos eram mortos como forma de controle da população e do tamanho da família) e canibalismo.

## 1770–1850: impacto da colonização britânica

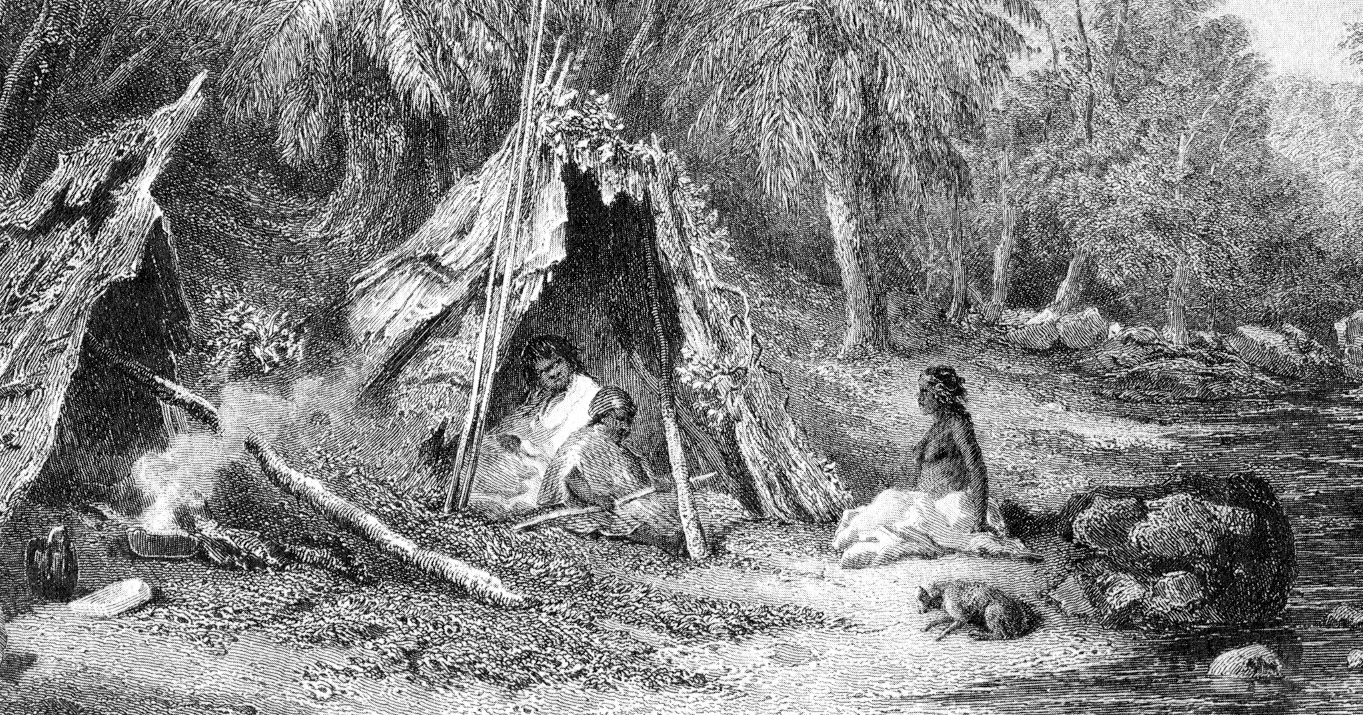
Gravura do século XIX de um acampamento aborígene, mostrando o estilo de vida indígena nas áreas mais frescas da Austrália durante a colonização inglesa.

O primeiro contato entre exploradores britânicos e povos indígenas australianos se deu em 1770, quando o tenente James Cook interagiu com o povo guugu yimithirr perto de onde hoje é Cooktown. Enquanto estava na Ilha da Possessão, ao oeste da costa da Península do Cabo York, Cook escreveu que reivindicou a costa leste da Austrália para o então Reino da Grã-Bretanha e a chamou de Nova Gales do Sul. Mas, parece que a reivindicação não foi feita enquanto Cook estava na Austrália. Suas ordens eram de procurar por "um continente ou terra de grande extensão", e, "com o consentimento dos nativos, obter a possessão de situações convenientes no país em nome do rei". O governo britânico não reconhecia os aborígenes como donos da terra por eles não praticarem a agricultura. A colonização britânica da Austrália começou em Port Jackson em 1788, com a chegada de Arthur Phillip com a Primeira Frota. O governador foi instruído a "iniciar negociações com os nativos por todos os meios necessários e conciliar suas afeições, aproveitando que todos nossos sujeitos vivam em amizade e bondade com eles", e punir aqueles que "os destruam sem querer".
A reação imediata dos eoras, o primeiro povo a ver a processo de colonização, foi de surpresa, e então agressão. Após os primeiros contatos, os eoras evitaram os ingleses por dois anos. Eles se ofendiam pelos ingleses entrarem em suas terras e se aproveitarem dos recursos naturais sem sua permissão, de acordo com os costumes da sociedade aborígene. Mas alguns contatos aconteceram com os eoras e os tharawal em Botany Bay, onde foram trocados presentes. Dos 17 encontros ocorridos durante o primeiro mês de colonização, apenas em dois deles os eoras entraram nos assentamentos ingleses. Depois de um ano, Phillip decidiu capturar um indígena para ensiná-lo inglês para que ele servisse de intermediário. Arabanoo e Bennelong foram sequestrados, mas Phillip foi atingido por uma lança por seus companheiros. Em 1793, Bennelong e Yemmerrawanne viajaram junto com Phillip para a Inglaterra. Um kuringgai chamado Bungaree também viajou com os europeus. Depois que um aborígene, possivelmente Pemulwuy, matou um caçador, Phillip ordenou que dez homens (mas não mulheres e crianças) em Botany Bay fossem capturados e decapitados. Porém, nenhum aborígene foi encontrado.

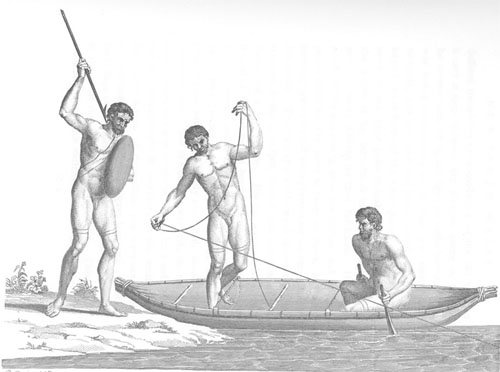
Os Nativos de Botany Bay, por R. Cleveley (1789)

A primeira consequência aparente da colonização britânica aconteceu em abril de 1789, quando uma doença, provavelmente a varíola, atingiu os povos aborígenes de Port Jackson. Antes da epidemia, a Primeira Frota tinha a mesma população que os eoras. Depois, sua população era igual a de todos os aborígenes da Planície de Cumberland. Em 1820, a população britânica total era de 30 mil, igual a toda a população aborígene de Nova Gales do Sul. Uma geração após a colonização, a população dos eoras, dharugs e kuringgais foi drasticamente reduzida e eles passaram a viver na periferia da sociedade  europeia, apesar de que alguns deles continuaram a viver nas regiões litorâneas de Sydney e em lugares como o rio Georges e Botany Bay. No interior do país, os aborígenes foram avisados da invasão britânica após a tomada da Planície de Cumberland em 1815. A informação da invasão correu por centenas de quilômetros além do território britânico. Porém, na segunda geração após o contato, muitos grupos no sudeste da Austrália sumiram. O maior motivo de morte foi doença, o segundo maior foi conflitos entre aborígenes e britânicos. A diminuição de população foi piorada pela baixa taxa de fertilidade entre os aborígenes. Estima-se que houve um declínio de 80% da população, afetando seriamente o sistema de parentesco. As obrigações serimoniais se tornaram difíceis de manter e as relações sociais e familiares foram destruídas. Os sobreviventes passaram a viver na margem da sociedade  europeia. A saúde dos aborígenes declinou e eles passaram a morar em cabanas e tendas em volta das cidades e rios.
Os aborígenes tasmanianos entraram em contato com os europeus quando a expedição Baudin chegou na Baía da Aventura em 1802. Os exploradores franceses eram mais amigáveis do que os britânicos ao norte. Porém, em 1800 os baleeiros europeus já haviam chegado nas ilhas do Estreito de Bass, onde eles sequestravam mulheres aborígenes. Os indígenas locais também vendiam suas mulheres aos marinheiros. Os descendentes dessas mulheres seriam no futuro os últimos sobreviventes dos povos aborígenes tasmanianos.

### Assimilação
A política de assimilação foi iniciada pelo governador Macquire, que em 1814 estabeleceu a Instituição Nativa em Blacktown, para "efetuar a Civilização aos aborígenes de Nova Gales do Sul, e tornar seus hábitos mais domesticados e industriosos" ao matricular as crianças em uma escola residencial. Em 1817, 17 alunos foram matriculados. Em 1819, um deles, uma garota chamada Maria, ficou em primeiro lugar nas provas da escola, ficando a frente dos estudantes europeus. Mas a instituição fechou alguns anos depois e Macquire foi substituído do seu posto por gastos excessivos. Macquire também tentou assentar 16 kuringgai no Cabo de George com terras, cabanas pré-fabricadas e suprimentos, mas em pouco tempo as famílias venderam as fazendas e foram para outros lugares.
As missões cristãs começaram em 1827 no Lago Macquarie, em 1832 no Vale Wellington, e em 1840 nas Baías de Port Phillip e Moreton. Um dos trabalhos das missões era aprender a língua dos nativos. O Evangelho de Lucas foi traduzido por Biraban e um dos missionários para awabakal em 1831. Além disso, as missões também ofereciam comida e santuário nas áreas de fronteira. Mas, assim que a comida acabava, os aborígenes saíam das missões e iam para as estações pastorais em busca de emprego. Alguns dos missionários pegavam crianças sem o consentimento dos aborígenes para que elas fossem criadas em seus dormitórios.

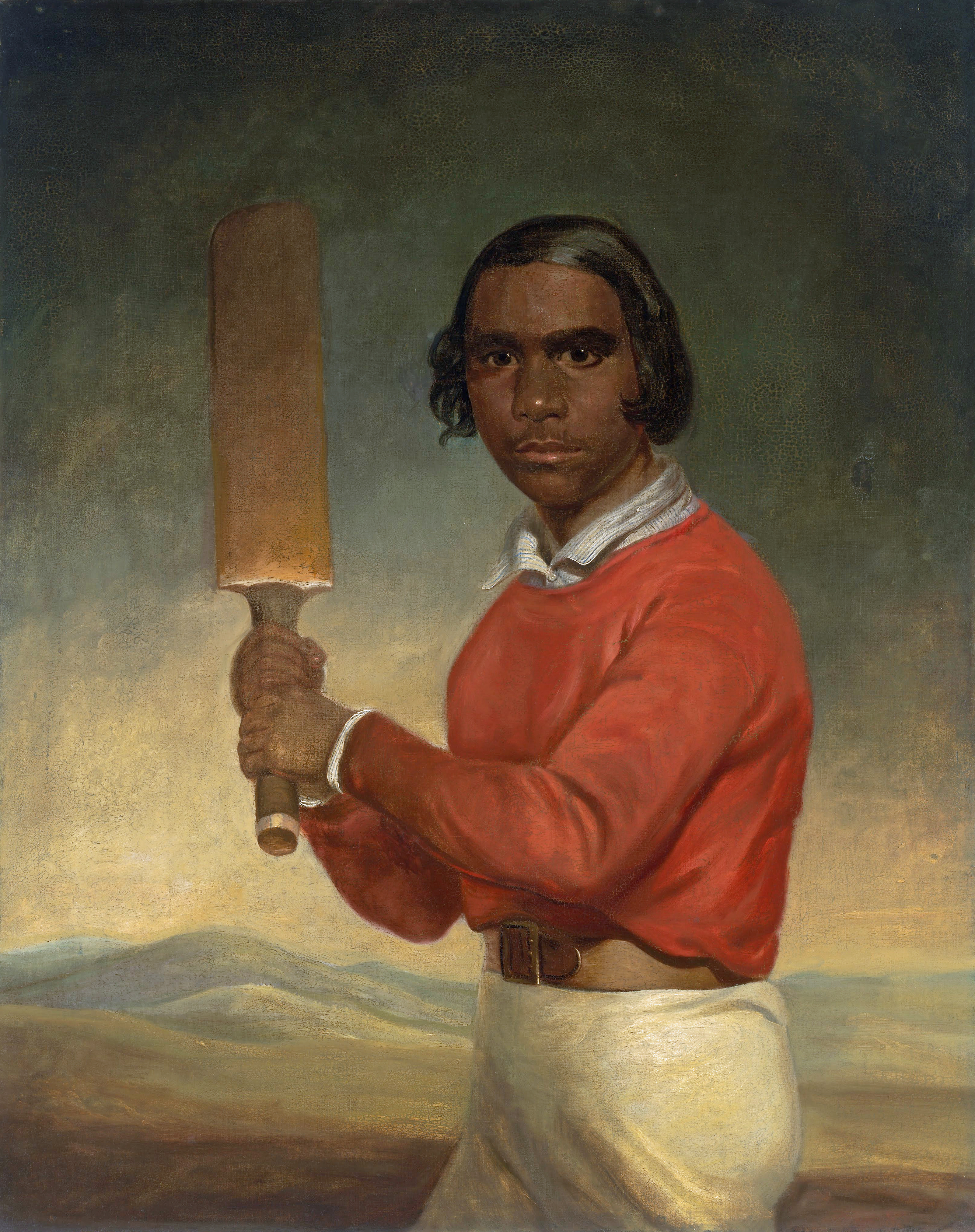
O retrato representa um jovem aborígene seguranto um taco de críquete. Ele foi comissionado por um membro de uma missão cristã para mostrar seus avanços em "civilizar" os aborígenes.

Nos anos 1830, o governo lançou uma campanha de distribuição de cobertores, mas ele acabou em 1844 como uma medida de corte de custos. O governo também criou tropas paramilitares aborígenes, a polícia nativa australiana. Ela foi estabelecida em Port Phillip em 1842, Nova Gales do Sul em 1848 e Queensland em 1859. A única entre elas que podia exercer sua influência em brancos foi a de Port Phillip. As tropas foram responsáveis pela morte de centenas, e no caso de Queensland milhares, de aborígenes.
Em 1833, um comitê da Câmara dos Comuns do Reino Unido, liderados por Fowell Buxton, demandou o melhor tratamento dos aborígenes, se referindo a eles como os 'donos originais [da Austrália]', fazendo com que em 1838 o governo britânico criasse o cargo de Protetor dos Aborígenes, que foi extinto em 1857. Porém, seu efeito humanitário resultou no Ato da Terra Desperdiçada em 1848, que deu aos aborígenes certos direitos e reservas de terra.
Também houve alguma assimilação entre as culturas  europeia e aborígene. William Buckley, um prisioneiro fugitivo, viveu nos arredores de Melbourne com os wadawurrung por 32 anos, até ser encontrado em 1835. James Morrill foi um marinheiro inglês a bordo da nau Peruvian, que naufragou na costa do nordeste da Austrália em 1846. Ele foi acolhido por um clã local de aborígenes, onde adotou sua língua e costumes e viveu como um membro de sua sociedade por 17 anos. Vários dos clãs aborígenes passaram a adestrar cachorros europeus.

### Conflito

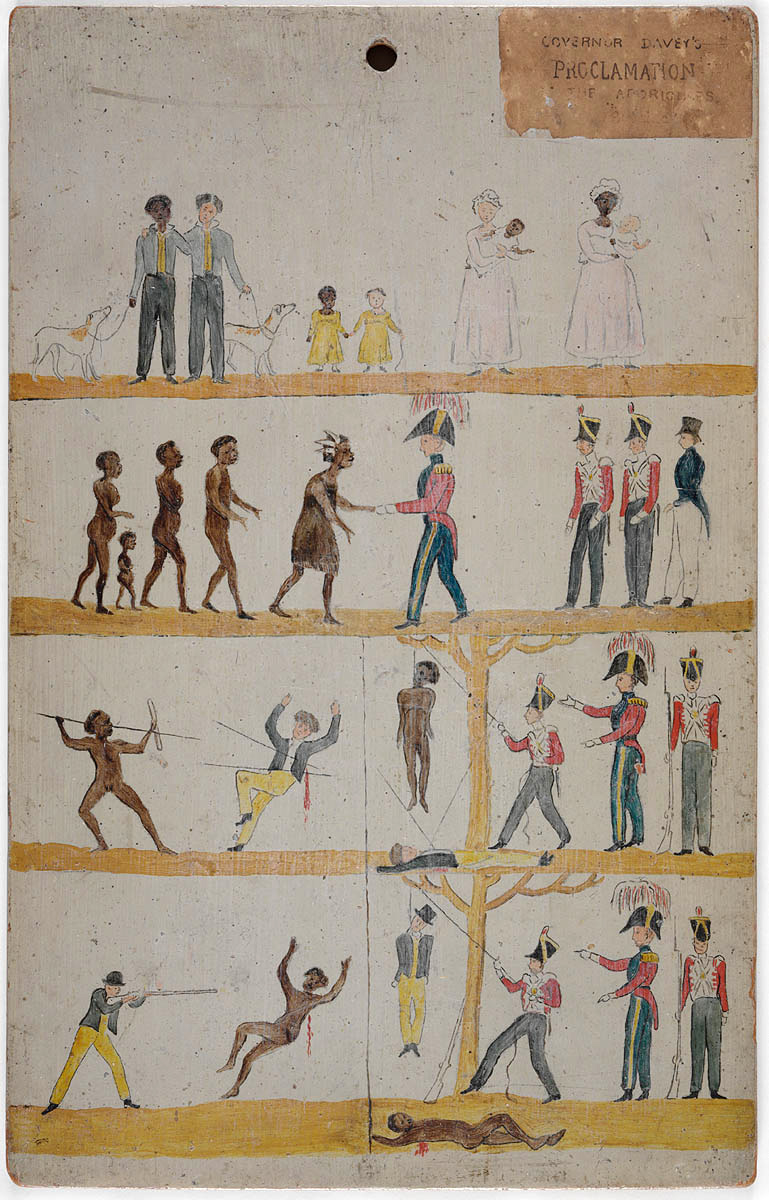
A proclamação do governador Davey de proteção aos indígenas na Terra de Van Diemen, em 1816.

Houve um conflito prolongado na principal massa continental, que aconteceu na fronteira dos assentamentos europeus. Foi estimado que o mínimo de 40 mil aborígenes e entre 2 e 2,5 mil, ou até mesmo 3 mil brancos morreram nas guerras. Mas novos estudos sobre os conflitos indicam que no local onde hoje é Queensland o número de aborígenes mortos foi significativamente maior. Batalhas e massacres acontecerem em diversos lugares da Austrália, mas eles foram mais intensos em Queensland por sua população aborígene antes da colonização ser muito grande. Alguns dos aborígenes chegaram a se aliar com os colonos. O processo de colonização acelerou as brigas internas entre os clãs aborígenes. Isso aconteceu com a expulsão dos clãs de seus territórios e o espalhamento de doenças, que eram atribuídas à magia do clã inimigo. Em 1840, a posse de armas de fogo pelos aborígenes foi banida em Nova Gales do Sul, mas a medida foi anulada pelo governo britânico por ser considerada ilegal.
Em 1790, Pemulwuy, um líder aborígene de Sydney, resistiu aos europeus. Ele liderou uma guerrilha contra os colonos por 26 anos, de 1790 a 1816, que ficaria conhecida como Guerras de Hawkesbury e Nepean. Em 1802, após sua morte, seu filho Tedbury continuou a guerrilha até 1810. Por causa dos conflitos, os aborígenes foram proibidos de se reunir em números maiores do que seis e de carregar armas em um raio de dois quilômetros dos assentamentos. Outro conflito aconteceu em Bathrust, contra os wiradjuris. A lei marcial foi declarada na cidade em 1822, com o 40º Regimento sendo acionado. O conflito ficou conhecido como Guerra de Bathrust.

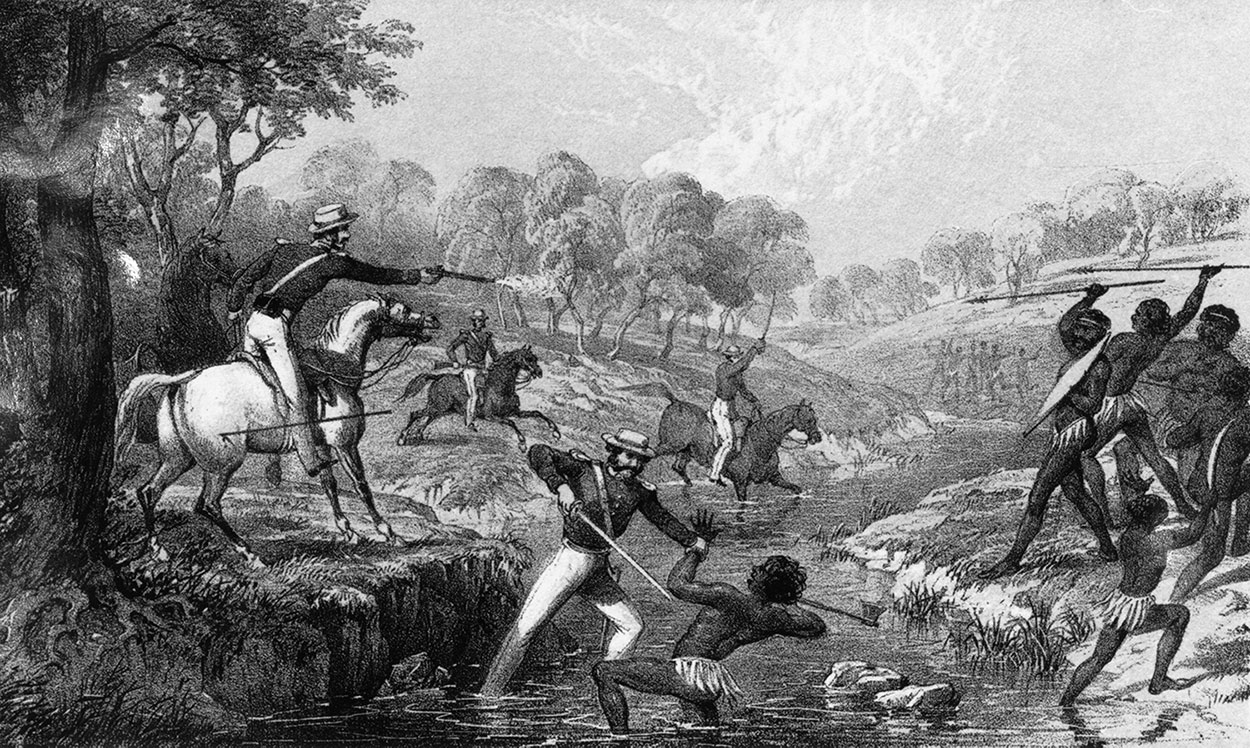
A polícia montada de Nova Gales do Sul matando guerreiros aborígenes durante o Massacre do Riacho de Waterloo, em 1838.

Na Terra de Van Diemen, o conflito começou em 1824, por causa da expansão da população dos colonos e suas ovelhas. Em 1826, os aborígenes revidaram matando 24 colonos. Em 1828, foi declarada a lei marcial, e caçadores de recompensa se vingaram das mortes. Musquito liderou a tribo da Baía da Ostra contra os colonos. Outro líder aborígene no conflito foi Tarenorerer. A Guerra Negra foi lutada principalmente através de guerrilhas. Mais de 200 colonos e entre 600 a 900 aborígenes morreram, quase aniquilando sua população da Tasmânia. A quase aniquilação dos aborígenes tasmanianos e a grande incidência de mortes em massa criou o debate se a Guerra Negra deveria ser considerada um ato de genocídio.
Na Colônia do Rio Swan, o conflito ocorreu perto de Perth, onde o governo ofereceu seu arsenal aos colonos. Em 1834, foi enviado um grupo punitivo contra os pindjarups.

### Doenças
Doenças infecciosas mortais, como a varíola, gripe e tuberculose, sempre foram grandes causas de morte para os aborígenes. Apenas a varíola matou mais de 50% da população aborígene. Entre outras doenças que assolavam os aborígenes estão a disenteria, escarlatina, tifo, sarampo e pertússis. Doenças sexualmente transmissíveis também foram introduzidas pelo colonialismo. O declínio da saúde dos aborígenes foi agravado pelo uso crescente de farinha e açúcar, que substituiu sua dieta mais diversa e resultou em desnutrição. Outro fator foi a introdução do álcool, que levou ao alcoolismo.
Em abril de 1789, uma grande epidemia de varíola matou grandes números de aborígenes que viviam entre o rio Hawkesbury, a baía Broken e o porto Haking. Baseado nas informações dos jornais da época e relatos dos membros da Primeira Frota, foi presumido que os aborígenes da região de Sydney nunca haviam entrado em contato com a doença e por isso não possuíam imunidade. Sem saber como lidar com a doenças, os clãs fugiam, deixando o doente com alguma água e comida. Mas, justamente por causa da fuga, a epidemia se espalhou para o interior. O impacto na sociedade aborígene foi enorme. Muitos dos caçadores-coletores produtivos morreram, e os que sobreviveram passavam fome.[carece de fontes?]
Alguns sugerem que os pescadores makasan trouxeram a varíola por acidente pelo norte da Austrália, e o vírus viajou para o sul. Porém, já que a propagação da doença depende de altas densidades populacionais somado ao fato de que aqueles que ficam doentes não conseguem mais se locomover, é improvável que a epidemia tenha vindo das rotas de comércio do deserto. Uma fonte mais provável da epidemia foi que o cirurgião John White tenha trazido a doença na Primeira Frota, apesar de que não se sabe como ela tenha se espalhado. Também é especulado que frascos de varíola tenham sido quebrados acidentalmente ou de propósito, como uma arma biológica. Em 2014, um artigo do Journal of Australian Studies escrito por Christopher Warren concluiu que provavelmente foram os marinheiros britânicos que espalharam a varíola, possivelmente sem informar o governador Phillip, mas pontua no final que "as evidências de hoje fornece uma série de probabilidades, e isso é tudo que nós podemos fazer".

### Economia e meio-ambiente
Em 1822, o governo britânico reduziu os impostos sobre a lã australiana, que levou a uma expansão no número de ovelhas e um aumento na imigração. As ovelhas se adaptaram bem às áridas planícies ocidentais. Os colonos realizaram uma revolução ecológica, já que o gado comia toda a grama local e pisoteava os poços, fazendo com que importantes fontes de comida, como o murnong, desaparecessem, e sementes de novas plantas fossem ploriferadas. Fontes de carne, como o canguru e o peru-do-mato, foram substituídas por gado. Por isso, os aborígenes passaram a se apropriar dos recursos dos colonos, como roubar ovelhas para criar seus próprios rebanhos. Novos produtos também quebraram o estilo-de-vida tradicional aborígene. O machado de aço, por exemplo, substituiu o machado de pedra, e os anciãos perderam sua autoridade, já que eles é quem controlavam o acesso à ferramenta. Os machados também eram dados pelos colonos e missionários aos jovens em troca de trabalho, que fez as antigas redes de comércio definharem.
Após perderem suas terras, e muitas vezes motivados pela fome, os aborígenes se mudaram para as estações pastorais, missões e cidades. Tabaco, chá e açúcar também foram importante para atrair os aborígenes para as colônias. Os colonos empregavam os aborígenes em troca de comida, e assim eles passaram a trabalhar cortando lenha, pastoreando e tosando ovelhas ou trabalhando com o gado. Eles também trabalhavam como pescadores, carregadores de água, serventes domésticos, barqueiros e baleeiros. A ética de trabalho  europeia não fazia parte da cultura aborígene, já que trabalhar além do necessário para o benefício futuro era visto como não-importante. Seus salários também não eram iguais aos colonos, já que recebiam principalmente em rações ou menos da metade do salário habitual. As mulheres aborígenes costumavam a ser as principais provedoras da família, mas seu papel foi diminuído em comparação ao homem, que era a principal fonte de salário e rações. As mulheres no máximo conseguiam encontrar emprego com trabalho doméstico e prostituição, fazendo com que algumas delas passassem a viver com os colonos para ter mais acesso aos recursos.

## 1850–1940: expansão ao norte

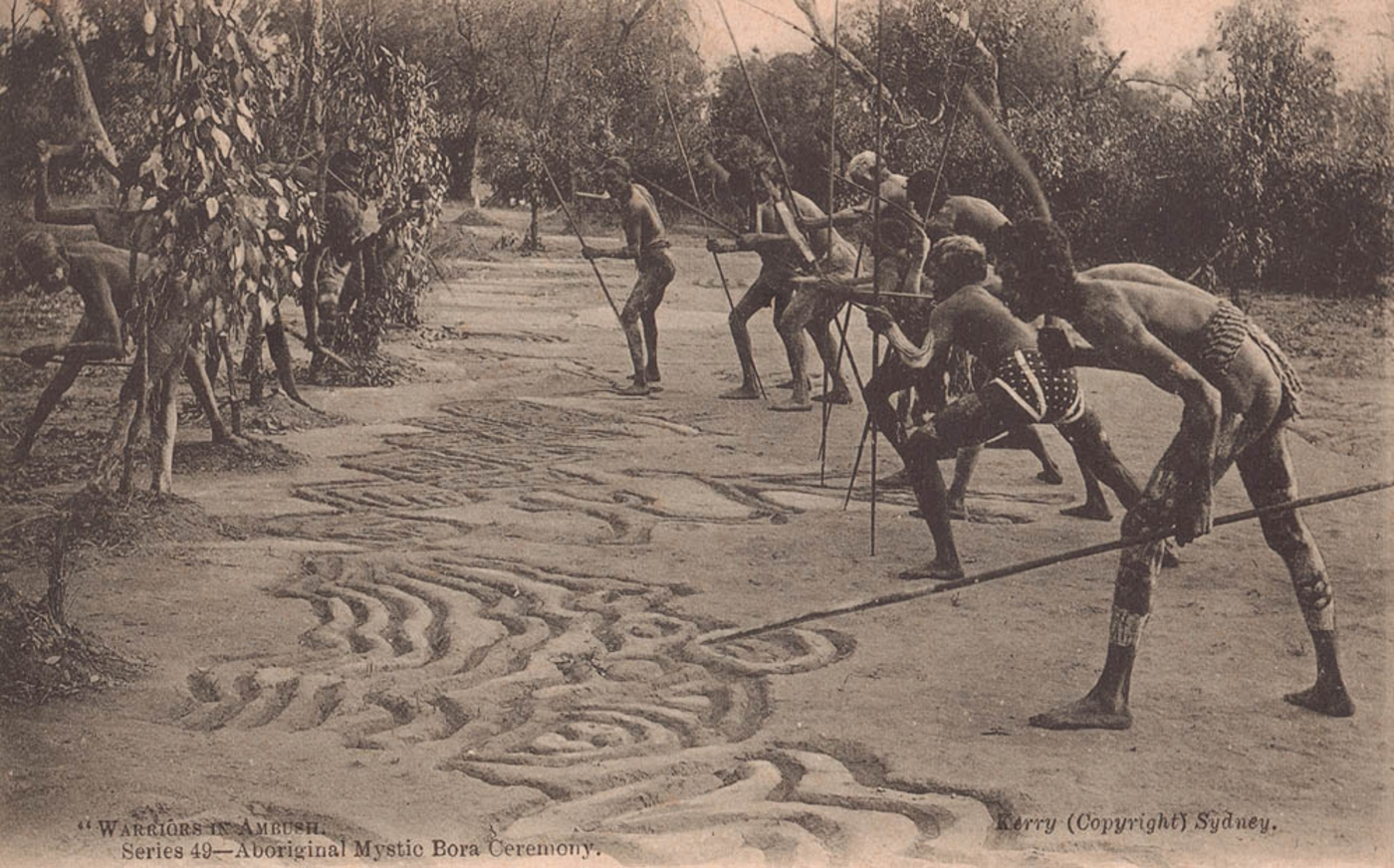
Cerimônia de bora (início do século XX).

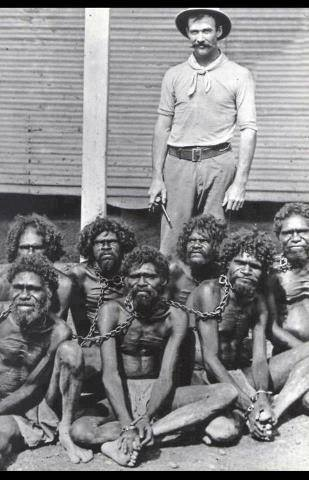
Aborígenes acorrentados na prisão de Wyndham, em 1902.

Nos anos 1850, o sul da Austrália já havia sido colonizado pelos imigrantes e seus descendentes, exceto o Grande Deserto de Vitória, a Planície de Nullarbor, o Deserto de Simpson e Channel Country. Os exploradores europeus já haviam começado a desbravar essas áreas, além do Top End e a Península do Cabo York. Em 1862, eles já haviam atravessado o país até chegar em Kimberley e Pilbara. Durante a travessia, foram consolidadas diversas reivindicações coloniais de terra. A reação aborígene ao processo de exploração foi desde auxílio até resistência. As terras novas eram reivindicadas, mapeadas e abertas ao pastoreio. O Norte de Queensland foi reivindicado nos anos 1860, a Austrália Central e o Território do Norte nos anos 1870, Kimberley nos anos 1880 e as cordilheiras de Wunaamin Miliwundi após 1900. A expansão levou a conflitos com os aborígenes. Mas, por causa do clima seco e de sua distância das colônias principais, o assentamento de desenvolvimento econômico da região foi vagaroso. Por isso, a população europeia se manteve pequena e com medo, com a polícia os protegendo dos aborígenes. É estimado que 15% dos novos pastores do Norte de Queensland foram mortos em ataques aborígenes, com o número de mortes aborígenes sendo dez vezes maior. No Golfo Country, foram registradas mais de 400 mortes violentas de aborígenes entre 1872 e 1903.
Nas primeiras regiões assentadas do sul da Austrália, é estimado que cerca de 20 mil aborígenes (dez por cento do número total no início da colonização) se mantiveram nas terras até os anos 1920, com metade deles sendo de ancestralidade misturada. Havia cerca de 7 mil aborígenes em Nova Gales do Sul, 5 mil ao sul de Queensland, 2,5 mil ao sudoeste da Austrália Meridional, mil ao sul da Austrália Meridional, 500 em Vitória, e menos de 200 na Tasmânia (principalmente na Ilha do Cabo Barren). Um quinto deles viviam em reservas, enquanto o resto vivia em acampamentos em volta das cidades, com um pequeno número sendo donos de fazendas ou morando nas capitais. Ao todo, havia 60 mil aborígenes em 1930.
O Ato de Defesa de 1903 permitiu que pessoas de descendência ou origem europeia a se alistar no serviço militar. Mas, em 1914, cerca de 800 aborígenes se alistaram para lutar na Primeira Guerra Mundial. Com o avanço da guerra, as restrições de alistamento diminuíram, pela necessidade de mais soldados no fronte.[carece de fontes?] Muitos se alistaram afirmando serem maoris ou indianos. Durante a Segunda Guerra Mundial, após a ameaça do Japão de invadir a Austrália, o alistamento aborígene foi aceito. Até 30 mil pessoas de descendência misturada serviram ao exército, incluindo Reg Saunders, o primeiro aborígene a se tornar comandante. Nessa época, também foram estabelecidos o Batalhão Leve de Infantaria do Estreito de Torres, a Unidade de Reconhecimento Especial do Território do Norte e a Patrulha da Baía da Cobra. Outros 30 mil civis ajudaram no esforço de guerra nas tropas de trabalho.

### Emprego, falta de salário e resistência

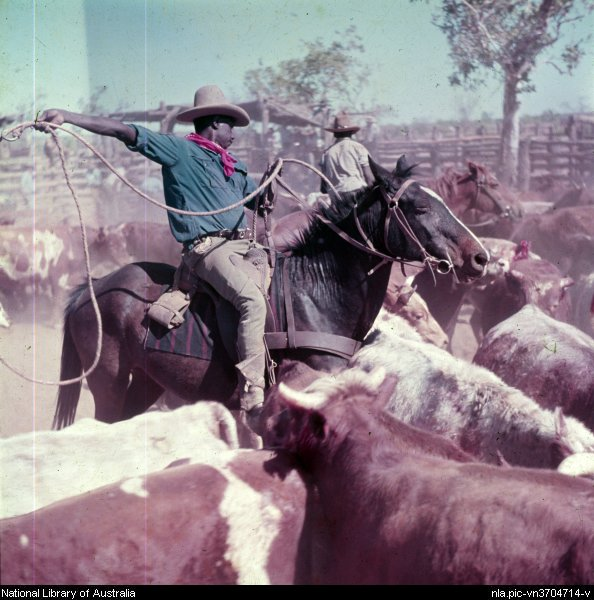
Um criador de gado aborígene na Estação de Victoria River Downs.

Os trabalhadores aborígenes do norte conseguiam encontrar emprego mais facilmente do que os do sul, já que lá não havia trabalhadores prisioneiros. Mas, os aborígenes não eram pagos em dinheiro e sofriam abusos. Havia uma crença geral de que não havia como trabalhar ao norte da Austrália. A caça de pérolas empregava muitos aborígenes, apesar de muitos serem coagidos a trabalhar. Nos anos 1880, a introdução da roupa de mergulho fez com que os aborígenes passassem a trabalhar apenas nos deques. Além do mercado de pérolas, os aborígenes se reuniam em cidades como Broome, onde trabalhavam como carregadores de malas, ou Darwin, onde 20% dos aborígenes do Território do Norte foram empregados. Mas, em Darwin os trabalhadores aborígenes eram mantidos presos à noite. A maior parte dos trabalhadores aborígenes do Norte de Queensland, do Território do Norte e Kimberley eram empregados na indústria do gado. O pagamento variava dependendo da cidade. Em Queensland, pagamento em dinheiro passou a ser feito a partir de 1901, com o valor sendo fixado em um terço do salário de um branco em 1911, dois terços em 1918 e a igualdade salarial sendo alcançada em 1930. Mas, alguns dos salários eram depositados em contas fiduciárias, que podiam ser roubados. No Território do Norte, não havia pré-requisitos para se pagar o salário. De modo geral, até a Segunda Guerra Mundial, metade dos criadores de gado aborígenes recebiam salário, que era menor do que o recebido pelos brancos. Também havia o abuso físico dos trabalhadores, por vezes perpetrado pela polícia.
Em 4 de fevereiro de 1939, Jack Patten liderou uma greve na Estação de Cummeragunja, em Nova Gales do Sul. A população de Cummeragunja protestou contra as severas condições com que eram tratados. Uma fazenda bem-sucedida da comunidade havia sido tomada dos aborígenes, e eles foram forçados a trabalharem por rações escassas. Aproximadamente 200 pessoas abandonaram suas casas no que ficou conhecido como a Saída de Cummeragunja, com a maioria cruzando a fronteira para Vitória e nunca mais voltando. Com o crescimento da ameaça do Império do Japão, o Exército Australiano foi ao norte do país no início da década de 1940, onde os aborígenes foram empregados em projetos de defesa. Eles eram pagos com um salário inteiro e viviam misturados com os outros homens das tropas. O Território do Norte investigou como os aborígenes eram empregados e recomendou que o estado pagasse salários inteiros para os aborígenes, mesmo que a medida nunca tenha sido imposta. Após os encontros com o comunista branco Don McLeod em 1942, os grupos aborígenes de Pilbara decidiram sair em greve, o que aconteceu após a guerra, em 1946. Em 1949, a greve conquistou o dobro do salário que estava sendo demandado e foram encorajados a criar sua própria cooperativa, um sítio de mineração que eles realizavam enquanto estavam protestando. A guerra também ajudou a reduzir o abuso que os trabalhadores aborígenes sofriam.

### Racismo e o início dos movimentos sociais
Com o advento do racismo científico, que surgiu do darwinismo (com o próprio Charles Darwin afirmando ao visitar Nova Gales do Sul que a morte dos aborígenes era consequência da seleção natural), a visão de que os aborígenes eram inferiores se tornou popular. Os aborígenes foram considerados pela comunidade científica global como os humanos mais primitivos da Terra, que levou a um comércio de suas relíquias e restos mortais. O interesse era ainda maior pelos aborígenes tasmanianos. 120 livros e artigos foram escritos sobre eles no fim do século XIX. Alguns aborígenes também foram levados e exibidos como espetáculos pelo mundo afora. Mas, na década de 1930, a antropologia física foi substituída pela antropologia cultural, que estudava as diferenças culturais envolvendo a inferioridade. Alfred Radcliffe-Brown, o pai da antropologia moderna, publicou a Social Organization of Australian Tribes (em português, Organização Social das Tribos Australianas) em 1931.
Em 1900, a maior parte dos australianos brancos tinham visões racistas dos aborígenes, com a constituição não os contando no censo. O tratamento racista também estava contido nos Atos especiais sobre os aborígenes, que os separavam do resto da sociedade. O racismo também acontecia no dia-a-dia, onde os termos "barra de cores" e "barreira de casta" foram cunhados. Suas vidas foram afetadas em quase toda a Austrália, apesar de que nas capitais o racismo não era tão acentuado. Por exemplo, entre a década de 1890 até 1949, o governo de Nova Gales do Sul removia as crianças aborígenes das escolas caso os pais reclamassem delas, e as colocava em escolas de reserva, que tinham uma educação inferior. A Austrália Ocidental fez a mesma coisa, mesmo que apenas 1% das crianças aborígenes fossem a escola. Os aborígenes de Nova Gales do Sul também eram proibidos de comprar ou beber bebidas alcoólicas. O estado de Vitória não aplicava as restrições, já que a população aborígene era muito menor e o estado aplicava políticas de assimilação. Os aborígenes também eram excluídos de organizações, empresas, times esportivos e instalações recreativas, como piscinas. Também era difícil encontrar emprego ou moradia.
Na década de 1920, organizações de mulheres, como a Federação Australiana de Mulheres Eleitoras e o Conselho Nacional de Mulheres na Austrália, passou a militar em prol dos aborígenes. A primeira organização política aborígene foi a Associação Progressiva Aborígene Australiana, criada em 1924, que tinha mais de onze filiais e 500 aborígenes se filiando por ano. A associação foi inspirada por Marcus Garvey. Em 1926, foi fundada a União Nativa da Austrália Ocidental. Os grupos pró-brancos começaram a surgir na década de 1930. Outras organizações aborígenes importantes foram a Associação Euraliana, fundada em 1934, e a Associação Progressiva de Aborígenes (APA), fundada em 1937. No 150º aniversário do Dia da Austrália, que comemora a data de chegada da Primeira Frota, a APA foi responsável por nomeá-la como "Dia da Invasão".

### Reservas e conselhos de proteção

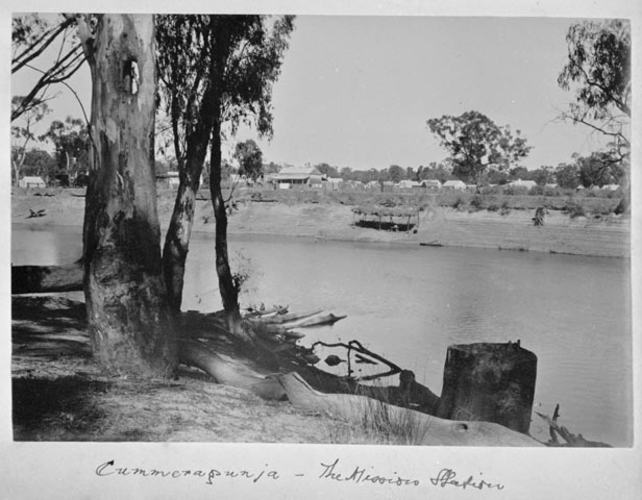
Missão Aborígene de Cummeragunja em 1893.

O único tratado conhecido entre os aborígenes e europeus foi o Tratado de Batman, assinado por Billibellary. Em 1859, seu filho, Simon Wonga, e outros líderes da nação Kulin exigiram terras para o cultivo, e o governo de Vitória cedeu 1820 hectares aos arredores do rio Acheron. Em 1860, o governo de Vitória também estabeleceu reservas aborígenes em Coranderrk, Framlingham, Lago Condah, Ebenezer, Ramahyuck e o Lago Tyers. Notoriamente, Corranderrk se tornou muito bem-sucedida, com a reserva se tornando praticamente autossuficiente e ficando em primeiro lugar por sua plantação de lúpulo na Exibição Internacional de Melbourne. Mesmo assim, seus habitantes negavam receber títulos de terra individuais e salário em dinheiro. O governo da Austrália Meridional criou as comunidades aborígenes de Raukkan e Poonindie. Entre as comunidades de Nova Gales do Sul, estão Maloga, Brungle, Warangesda e Cummeragunja.
Mas o sistema de reservas também deu autoridade do governo sobre os aborígenes. A partir de 1869, o Conselho de Proteção Aborígene do governo de Vitória passou a controlar os salários, a livre movimentação dos adultos e a remoção de crianças nas comunidades. Com o Ato do Mestiço de 1886, o governo de Vitória começou a remover crianças com ancestralidade europeia das reservas, alegando que iriam amalgamá-la com a "comunidade em geral". Em seguida, o governo de Nova Gales do Sul passou o Ato de Proteção aos Aborígenes de 1909. Os atos tiveram um grande impacto negativo nas comunidades, fazendo com que elas definhassem. O Ato de Proteção e Restrição de Venda de Álcool a Aborígenes de 1897 de Queensland se tornou um modelo de legislação para aborígenes para a Austrália Ocidental (1905), Austrália Meridional (1911) e o Território do Norte (1911). O ato deu às autoridades o poder de transferir qualquer um que fosse considerado aborígene ou seus filhos para reservas, negou seu direito ao voto e o direito de comprar álcool, e proibiu as relações sexuais interraciais (o casamento interracial era permitido sob aprovação ministerial).
Até a década de 1920, as reservas diminuíram de tamanho, fecharam e foram vendidas. Em 1915, os conselhos de proteção de Nova Gales do Sul se tornaram mais poderosos quando uma nova legislação permitiu que eles retirassem crianças mestiças sem o consentimento dos pais ou de um júri. Pesquisas recentes mostram que as autoridades queriam reunir as famílias brancas em detrimento das famílias aborígenes. De modo geral, os aborígenes do sudeste da Austrália foram controlados cada vez mais pelo governo, e dependiam de rações semanais, ao invés do trabalho no campo. O Ato de Queensland de 1897 e suas emendas permitiam que os superintendentes das reservas realizassem buscas em pessoas e seus pertences, podiam confiscar suas propriedades e ler sua correspondência, expulsar os aborígenes para outras reservas, além de outros poderes. Os moradores das reservas precisavam trabalhar 32 horas por semana sem receber salário, eram sujeitos a abuso verbal e suas tradições eram proibidas.

## 1940–presente: ativismo político e igualdade
A Segunda Guerra Mundial levou a melhorias e novas oportunidades nas vidas aborígenes, através do emprego em serviços e indústrias de guerra. Depois da guerra, o emprego pleno permaneceu, com 96% da população aborígene de Nova Gales do Sul estando empregada em 1948. A Doação Infantil da Commonwealth e a Pensão para Invalidez e Velhice foi expandida para os aborígenes fora das reservas durante a guerra, apesar de que a inclusão total da população fosse atingida apenas em 1966. Nos anos 40, alguns indivíduos ganharam o direito de aplicar sua liberdade dos Atos Aborígenes, apesar de que as condições eram tão pesadas que apenas um pequeno número de pessoas conseguiam. O Ato de Nacionalidade e Cidadania de 1948 também deu o direito de cidadania aos aborígenes nascidos na Austrália. Em 1949, o direito de votar nas eleições federais foi estendido aos aborígenes que serviram no exército ou que se inscreveram para votar nas estações eleitorais.
A era pós-guerra também viu o aumento da remoção de crianças através de políticas assimilacionistas. Entre 10% e 33% das crianças aborígenes foram retiradas de suas famílias entre 1910 e 1970. É possível que o número total tenha sido acima de 70 mil crianças em 70 anos. Em 1961, a população aborígene cresceu para 106 mil. O crescimento populacional aconteceu junto com a urbanização, com a população aborígene crescendo para 12 mil em Sydney, 5 mil em Brisbane e 2 mil em Melbourne.
Em 1962, o Conselho Federal para o Avanço dos Aborígenes e Nativos das Ilhas do Estreito de Torres passou a lutar pela igualdade salarial, e conseguiu pressionar o Conselho Australiano das Uniões de Comércio a apoiar a causa. Assim, em 1965, a Comissão Australiana de Relações Industriais declarou que não haveria mais discriminação nas leis de relações industriais australianas. Mas, após a mudança na lei, os pastores passaram a mecanizar o processo de trabalho com cercas e helicópteros e a contratar australianos brancos. Em 1971, a empregabilidade aborígene caiu para 30% em alguns lugares da Austrália. O desemprego cresceu em grandes proporções durante os anos 70, com os aborígenes sendo empurrados para fora das propriedades pastorais e se reunindo em cidades ao norte como Katherine, Tennant Creek, Halls Creek, Fitzroy Crossing, Broome e Derby.
De maneira geral, os aborígenes tinham pouquíssimas oportunidades de crescimento econômico. No meio dos anos 60, em Nova Gales do Sul, 81% dos trabalhadores não tendo qualificações profissionais, 18% sendo semi-qualificados e apenas 1% sendo qualificados. A diferença de saúde entre os brancos australianos e os aborígenes era enorme, com a mortalidade infantil aborígene sendo muitas vezes maior do que a média nacional, especialmente no Território do Norte. Má nutrição, pobreza e problemas de higiene tiveram um impacto na saúde infantil, afetando também o desempenho escolar das crianças. Em Nova Gales do Sul, nos anos 60, apenas 4% das pessoas tinham terminado o ensino secundário ou um treinamento como aprendiz. O alcoolismo também era generalizado na comunidade aborígene.
Alguns aborígenes notáveis durante o pós-guerra foram o ativista Douglas Nicholls, o artista Albert Namatjira, o cantor de ópera Harold Blair e o ator Robert Tudawali. Muitos aborígenes foram bem-sucedidos no esporte, com 30 pessoas conquistando o campeonato de boxe nacional e 5 conquistando o campeonato da Commonwealth nos anos 80. Lionel Rose se tornou o campeão de peso galo em 1968. No tênis, Evonne Goolagong ganhou 11 Grand Slams nos anos 70. Entre os jogadores notáveis de rugbi e futebol australiano, estão Polly Farmer, Arthur Beetson, Mark Ella, Glen Ella e Gary Ella.
Em 1984, um grupo de pintubis que viviam como caçadores-coletores foram rastreados no Deserto de Gibson na Austrália Ocidental e levados para um povoado. Acredita-se que eles tenham sido a última tribo não contatada da Austrália.

### Ativismo
Nos anos 50, um novo tipo de ativismo para direitos aborígenes surgiu na forma de 'ligas de avanço', que eram coalizões birraciais. Entre elas, estão a Irmandade Aborígene-Australiana em Sydney e a Liga de Avanço dos Aborígenes Vitorianos. Ligas similares também foram formadas em Perth e Brisbane. Os grupos foram federalizados em 1958, através do Conselho Federal para o Avanço dos Aborígenes e Nativos das Ilhas do Estreito de Torres. Os conflitos internos entre brancos e aborígenes levaram os grupos ao seu declínio nos anos 70.
Após o massacre de Sharpeville, os problemas raciais se tornaram uma parte maior da política estudantil, e a União Nacional dos Estudantes estabeleceu um programa de assistência educacional chamado de ABSCHOL. Em 1965, inspirado pelos Viajantes da Liberdade, Charles Perkins organizou a Viagem pela Liberdade com os estudantes da Universidade de Sydney. Normalmente, a reação dos moradores locais com os viajantes era violenta.

### Igualdade perante a lei
Em 1961, na Conferência do Bem-Estar Nativo, um encontro de ministros federais e estaduais responsáveis pelo bem-estar dos aborígenes, foi concordada a política de assimilação. Entre as medidas, estão a remoção de legislação discriminatória e práticas restritivas, medidas de bem-estar, assistência em educação, treinamento e outros métodos para inserir o aborígene na economia, e a educação dos não-aborígenes sobre cultura e história aborígene.
Em 1962, o governo Menzies deu o direito ao voto nas eleições australianas para todos os aborígenes. A primeira eleição federal onde todos os aborígenes puderam votar foi em novembro de 1963. O direito ao voto em eleições estaduais foi concedido na Austrália Ocidental em 1962. O último estado a conceder o direito ao voto foi Queensland, em 1965.
No referendo de 1967, que foi aceito com a maioria de 90%, permitiu que os aborígenes fossem inclusos no parlamento da Commonwealth para legislar sob raças específicas e poder contar os votos para determinar a representação eleitoral. Este foi o referendo com a maior votação afirmativa da história da Austrália.
O Escritório de Assuntos Aborígenes foi estabelecido em 1967 no governo Holt, logo após o referendo. Em 1972, o OAA (sigla em inglês) se transformou em um departamento a parte durante o governo Whitlam, substituindo o Departamento de Meio-Ambiente, Aborígenes e Artes, criado durante o governo McMahon.

### Direitos à terra
Os direitos à terra modernos começaram com a petição cortiça dos yolgnus em 1963, quando os yolgnus do povoado remoto de Yirrkala, ao nordeste da Terra de Arnhem, pediram ao governo federal que suas terras e direitos fossem devolvidos. A saída de Wave Hill, também conhecida como a greve dos gurundjis, começou como um protesto pela melhoria das condições de trabalho, mas se tornou uma questão agrária quando os grevistas passaram a exigir as terras onde estava uma estação de gado pertencente à empresa Vestey. A greve durou oito anos.
O Ato de Confiança de Terras Aborígenes de 1966 estabeleceu o Fundo de Terras Aborígenes da Austrália Meridional. Este foi o primeiro grande reconhecimento dos direitos aborígenes à terra feito pelo governo australiano. O Ato permitiu que terras que estavam sob a posse do governo da Austrália Meridional fossem entregues ao fundo, que por sua vez era controlado apenas por aborígenes.
Em 1971, o juiz Richard Blackburn da Suprema Corte do Território do Norte julgou decisão contra os yolngus no caso Milirrpum v Nabalco Pty Ltd (Também conhecido como o caso do direito de terras de Gove) sobre o princípio de terra nullius. No caso, os yolngus exigiram o direito por terras na Península de Gove, porém o juiz Blackburn não aceitou a alegação que o local fosse importante para o uso econômico e ritualístico do povo, ou que eles haviam estabelecido um sistema de leis "sutil e altamente elaborado" (Madayin) na região.
Após o caso de Milirrpum, a Comissão de Direitos de Terras Aborígenes (também conhecida como "Comissão Real de Woodward") foi estabelecida no Território do Norte em 1973. Essa comissão real, liderada pelo juiz Woodward, fez uma série de recomendações a favor de reconhecer os direitos de terras aborígenes. O governo Whitlam acatou muitas dessas decisões e apresentou o Projeto de Lei do Direito à Terra Aborígene para o Parlamento, que não progrediu pelo fim do governo em 1975. O governo seguinte, do conservador Malcolm Fraser, reintroduziu o Projeto de Lei, mas que não possuia o mesmo conteúdo, e foi sancionado pelo governador-geral da Austrália em 16 de dezembro de 1976.
O Ato dos Direitos de Terras Aborígenes de 1976 estabeleceu as bases de como os aborígenes do Território do Norte poderiam demandar terras de acordo com sua ocupação tradicional. Seu estatuto, o primeiro dos atos de direito de terras aborígenes, foi relevante, pois permitia a demanda caso fosse apresentadas provas da associação tradicional do povo com a terra. Por causa da lei, foram estabelecidos Conselhos de Terra no Território do Norte. Em seguida, os outros estados introduziram seus próprios atos de direitos por terra. Mas havia limitações significativas nas terras retornáveis ou disponíveis para a demanda.

### Autodeterminação
A bandeira dos aborígenes australianos foi criada em 1971 por Harold Thomas, um artista aborígene descendente dos luritjas, da Austrália Central. Em 1972, a Embaixada da Tenda Aborígene foi estabelecida nos degraus do Antigo Prédio do Parlamento, em Camberra, capital da Austrália, demandando a soberania dos aborígenes australianos. Entre as demandas da Embaixada da Tenda, estavam direitos por terra e minerais em território aborígene, controle legal e político do Território do Norte e compensação pelas terras roubadas.
O Comitê Nacional Consultivo Aborígene (NACC em inglês) foi estabelecido pelo governo Whitlam em 1972, sendo a primeira organização eleitoral que representava os aborígenes em um nível nacional. Ele era composto por 36 representantes eleitos pelos aborígenes em 36 regiões da Austrália. Em 1983, as eleições tiveram um comparecimento de aproximadamente 78%. Em 1976, a NACC foi revista, e um ano depois foi extinta pelo governo Fraser. A Conferência Nacional Aborígene (NAC em inglês) foi fundada em seu lugar.
Em 1983, após a eleição do governo Hawke, dois relatórios foram comissionados para que a NAC fosse substituída. O relatório O'Donoghue argumentava que a NAC não representava os constituintes ou advogava políticas em específico. O relatório Coombs argumentava que deveria haver uma organização com representação regional e das organizações indígenas já existentes. Em 1989, em resposta aos relatórios, a Comissão dos Aborígenes e Nativos das Ilhas do Estreito de Torres foi criada.
O movimento das estações remotas surgiu nos anos 70 e continuou nos anos 80. Várias comunidades remotas e pequenas foram criadas pelos aborígenes que saíram das cidades e comunidades criadas pela política de assimilação do governo. Foi um "movimento que buscava a autonomia e a autossuficiência". As estações remotas foram criadas por aborígenes que buscavam autonomia, e pode ser visto como uma tentativa dos aborígenes que viviam em lugares remotos de buscar autodeterminação.

### Debates e história contemporâneas
Em 1992, a Suprema Corte da Austrália declarou sua decisão no Caso Mabo, criando o antes conceito legal da terra nullius como inválido, e reconhecendo os interesses pré-coloniais dos povos das Primeiras Nações dentro do direito comum. O Primeiro Ministro Paul Keating elogiou a decisão, dizendo que ela "estabelece verdades fundamentais e criando uma base para a justiça". A doutrina do título nativo foi eventualmente incorporada no estatuto pelo governo Keating no Ato do Título Nativo de 1993. Este reconhecimento permitiu ainda mais litigação dos direitos por terra na Austrália. Um exemplo foi os povos Wik v Queensland.
Em 1998, quando o relatório iniciado em 1997 Bringing Them Home, sobre a remoção forçada de crianças aborígenes, foi finalizado, o  Dia Nacional das Desculpas foi estabelecido para reconhecer os males que foram feitos com as famílias aborígenes. Muitos políticos de ambos espectros participaram da decisão, com a notória exceção do Primeiro Ministro John Howard, dizendo que ele não acreditava no viés histórico dos negros. Em 2008, o Primeiro Ministro Kevin Rudd desculpou-se formalmente pelas Gerações Perdidas.
Em 1999, foi feito um referendo para mudar a Constituição da Austrália para incluir um preâmbulo que, entre outras coisas, reconhecia a ocupação da Austrália pelos povos indígenas antes da colonização britânica. O referendo foi negado, mas é importante dizer que a questão indígena não era um dos principais tópicos discutidos na época, com a questão de se a Austrália deveria virar uma república sendo muito mais relevante.
Em 2004, o governo australiano baniu a Comissão dos Aborígenes e Nativos das Ilhas do Estreito de Torres, a maior organização aborígene da Austrália. A Commonwealth justificou a extinção por corrupção, mais especificamente pelo mal uso de dinheiro público por seu presidente, Geoff Clark. Os programas em específicos foram reintegrados e transferidos para departamentos e agências que serviam a população. O Escritório de Coordenação de Políticas Indígenas foi estabelecido dentro do Departamento de Imigração e Assuntos Multiculturais e Indígenas, e agora pertence ao Departamento de Famílias, Serviços Comunitários e Assuntos Indígenas em um esforço de coordenar o governo como um todo. O financiamento foi feito das estações remotas.
Em outubro de 2023, os australianos votaram "não" para alterar a constituição para reconhecer oficialmente os indígenas australianos ao prescrever um órgão governamental chamado Voz Aborígene e dos Nativos das Ilhas do Estreito de Torres, que serviria de consulta para assuntos indígenas no Parlamento e no Governo Executivo.